# آرمسترانگ سیدلی سروال
آرمسترانگ سیدلی سروال (به انگلیسی: Armstrong Siddeley Serval) یک موتور هواگرد ساختِ کارخانهٔ آرمسترانگ سیدلی در کشور بریتانیا است.